# Pont de Montvert - Sud Mont Lozère
Pont de Montvert - Sud Mont Lozère es una comuna nueva francesa situada en el departamento de Lozère, de la región de Occitania.

## Historia
Fue creada el 1 de enero de 2016, en aplicación de una resolución del prefecto de Lozère de 8 de diciembre de 2015 con la unión de las comunas de Fraissinet-de-Lozère, Le Pont-de-Montvert y Saint-Maurice-de-Ventalon, pasando a estar el ayuntamiento en la antigua comuna de Le Pont-de-Montvert.

## Demografía
| Gráfica de evolución demográfica de Pont de Montvert - Sud Mont Lozère entre 1800 y 2013 |
|                                                                                          |

Los datos entre 1800 y 2013 son el resultado de sumar los parciales de las tres comunas que forman la nueva comuna de Pont de Montvert - Sud Mont Lozère, cuyos datos se han cogido de 1800 a 1999, para las comunas de Fraissinet-de-Lozère, Le Pont-de-Montvert y Saint-Maurice-de-Ventalon de la página francesa EHESS/Cassini. Los demás datos se han cogido de la página del INSEE.

## Composición
| Comuna delegada           | Código INSEE | Población (2013) | Superficie (km²) | Densidad (hab./km²) |
| ------------------------- | ------------ | ---------------- | ---------------- | ------------------- |
| Fraissinet-de-Lozère      | 48066        | 228              | 38.58            | 6                   |
| Le Pont-de-Montvert       | 48116        | 292              | 90.25            | 3                   |
| Saint-Maurice-de-Ventalon | 48172        | 71               | 38.51            | 2                   |